# Céfépime
Le céfépime (AXEPIM®) est une molécule antibiotique bactéricide temps-dépendante de la classe des céphalosporines de 4e génération, sous entité des bêtalactamines.

## Mode d'action
Comme toutes les bêtalactamines le céfépime inhibe la PLP, enzyme permettant la synthèse du peptidoglycane bactérien.

## Indications[3]
Le céfépime est principalement utilisé pour le traitement curatif des infections sévères à bactéries de GRAM négatif en milieu hospitalier : pneumopathie infectieuse acquises ou non sous ventilation mécanique, pyélonéphrite, angiocholite, neutropénie fébrile...
Les entérobactéries du groupe 3 ayant déréprimé une céphalosporinase chromosomique restent sensibles au céfépime malgré la mise en échec de la pipéracilline-tazobactam et cefotaxime (C3G), c'est pour cela qu'il est d'usage pour les médecins de privilégier cette molécule face à une infection à entérobactérie du groupe 3 même en l'absence de dérepression constatée: citrobacter freundii, morganella morgani...
Les entérobactéries productrices de bétalactamases à spectre élargi (BLSE), de plus en plus fréquemment retrouvées, sont résistantes au céfépime.
Les entérocoques y sont résistants comme d'usage pour les céphalosporines.
Les Staphylocoques dorés résistants à la méticilline (SARM) y sont insensibles comme d'usage pour toutes les bétalactamines (hors ceftaroline, ceftobiprole).

## Toxicité
Comme la plupart des bêtalactamines le cefepime est une molécule dont la marge thérapeutique n'est pas étroite. Cependant il existe un risque allergique non nul, et d'authentiques toxidermies décrites au céfépime. Les surdosages se rencontrent volontiers en soins intensifs lorsque la dose administrée pluriquotidiennement du médicament n'est pas adaptée à l'évolution de la clairance rénale, et vont être responsables de troubles neurologiques centraux: confusion, convulsions, coma...